# 世界拳击组织
世界拳击组织（WBO， World Boxing Organization）于1988年从世界拳击协会（WBA）中分离独立。总部在波多黎各，冠军委员会在美国佛罗里达州迈阿密市。现任主席为美国人Francisco Valcarcel。

## WBA的分裂拳擊組織
WBA曾經在不同年份分裂出不同組織。
1963年：世界拳击理事会（WBC）
1984年：国际拳击联合会（IBF）
1988年：世界拳击组织（WBO）

## 链接
- 世界拳击组织
- 世界职业拳击联合会